# بای جون-سییو
بای جون-سییو (متولد ۲۰۰۰) یک ورزشکار تکواندو کره جنوبی است. وی در مسابقات قهرمانی تکواندو جهان ۲۰۱۹ که در شهر منچستر کشور انگلستان برگزار گردید، در وزن ۵۴ کیلوگرم آقایان مدال طلا را بدست آورد.